# Estación Zanjón
Zanjón fue una estación ferroviaria del departamento Juan Francisco Borges, en la provincia de Santiago del Estero, Argentina.
Se encontraba la localidad de El Zanjón. Formaba parte de la red ferroviaria argentina y del Ferrocarril General Belgrano.